# Bootleg 15º anniversario
Bootleg 15º anniversario è un album di Dario Aspesani pubblicato nel 2003. Gli inediti e le registrazioni "prova" che un musicista effettua e non pubblica si chiamano bootleg. In questa raccolta si possono trovare delle versioni stranissime di brani pubblicati con altri arrangiamenti, dei pezzi live nonché dei brani inediti (magari scritti anche 10 anni prima).
Gli album contenenti bootleg di solito sono album poco appetibili dal punto di vista commerciale. Alcune canzoni spesso sono prive di arrangiamento, altre sono delle semplici prove in studio e così via. I bootleg, di solito, servono a far capire meglio l'artista in tutte le sue forme ad un pubblico che già conosce bene l'artista in questione. Vedi celebri bootleg come quello di Bob Dylan dal titolo The Bootleg Series Volumes 1-3, edito dalla Columbia Records) e così via.

## Tracce
1. Intermezzo dei Fahreneith
2. Giù lungo il fiume
3. A te
4. Ti voglio di più
5. Intermezzo 2 dei Fahreneith
6. Fumi
7. Cerca un po' se puoi di cambiare
8. Basso live
9. Ma per sempre speranza
10. Canzone di uno sconosciuto - Lori
11. Un film in bianco e nero
12. Infinitae Terrae
13. Sono tornato
14. E sarà per sempre
15. Margueritas (far west song)
16. Cavalcata metropolitana
17. Sub comandante Marcos Blues
18. Il blues del qualunquismo
19. Lu blues de lu pretakkiò
20. Tango alla Aspesani
21. Vento soffiaci via
22. Sambando tristeza
23. Saltimbanchi del mio pathos
24. Notturno in Vermont
25. Medley tribute to Leadbelly - midnight special - cotton fields
26. Sogno n°1 blues - condono blues
27. Rap de la cantina de Ciccò
28. Colpevole
29. Senza instruments